# 力抗錶
力抗錶（義大利語：Licorne）是一個手錶品牌，在米蘭創立於1985年，並於1986年由臺灣翡仕公司將之收購至旗下。

## 參展經歷
- 2014年5月 ：廈門(Xiamen)鐘錶展
- 2014年6月：深圳鐘錶展
- 2014年9月：香港鐘錶展

## 代言人
- 2012年：張孝全
- 2014年：李昶俊

## 外部連結
- （英文）力抗錶官方網站（页面存档备份，存于）
- 力抗錶的Facebook專頁